# Qur’an

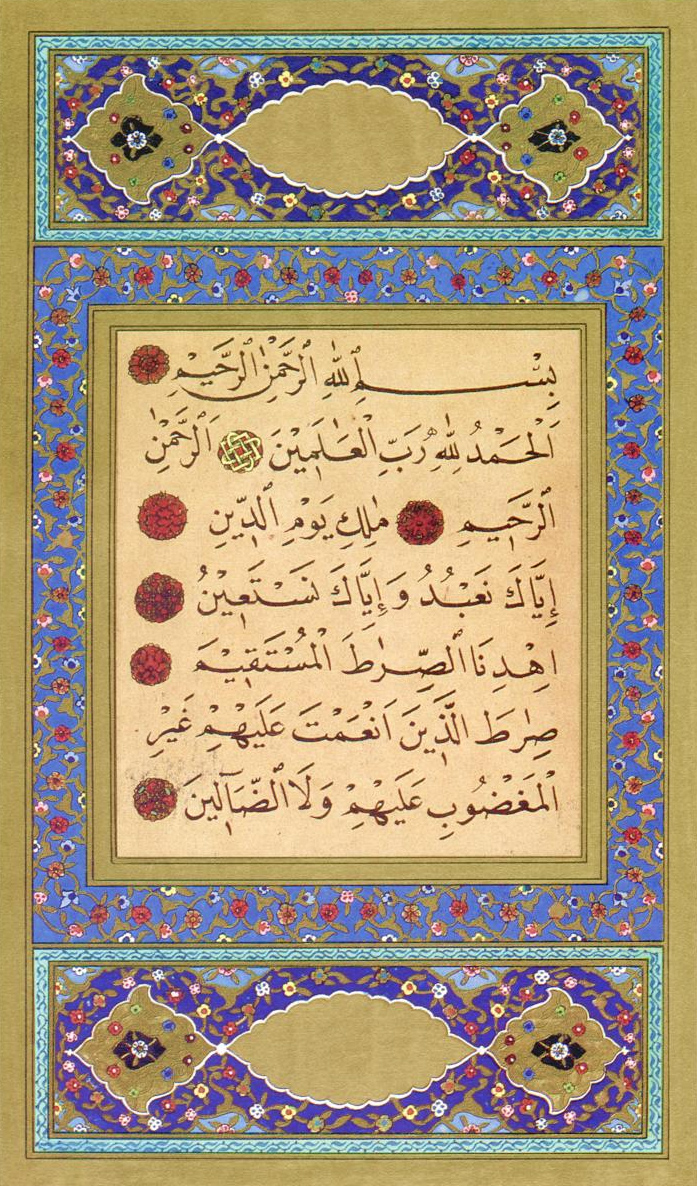
Al-Fatiha (سُّورَةُ الفَاتِحَة Khai Đề), chương đầu của Thiên kinh Qur'an với 7 câu

Qur'an (phát âm /kɔːrˈɑːn/; tiếng Ả Rập: القرآن al-qur'ān có nghĩa là "sự xướng đọc"; tiếng Việt thường đọc là Kinh Kô-ran hoặc Koran) là văn bản tôn giáo quan trọng nhất của đạo Hồi. Người Hồi giáo tin đây lời nói thiên khải cuối cùng của Thượng đế (tiếng Ả Rập: الله, Allah), là nguồn gốc căn bản cho đức tin và hành động của mỗi người Hồi giáo và được coi là kiệt tác hoàn hảo nhất trong văn học Ả Rập cổ điển. Kinh Qur'an được chia thành nhiều chương (surah trong tiếng Ả Rập: سورة) và mỗi surah lại được chia ra thành nhiều câu khác nhau. 
Luật Sharia "dựa trên các cách diễn đạt và giải thích của Kinh Qur'an" ngày nay có vấn đề về quyền con người, bình đẳng giới và quyền tự do tôn giáo và biểu đạt của cá nhân.

## Từ nguyên và ý nghĩa
Từ Qurʼān xuất hiện khoảng 70 lần trong kinh Qurʼan và mang nhiều ý nghĩa khác nhau. Nó là danh động từ (maṣdar) của động từ qara'a (قرأ) trong tiếng Ả Rập mang nghĩa "Anh ấy đọc" hay "Anh ấy diễn xướng". Từ tương đương trong tiếng Syriac là qeryānā (ܩܪܝܢܐ), ám chỉ "xướng kinh" hay "bài học". Trong khi một số học giả phương Tây cho rằng từ này bắt nguồn từ tiếng Syriac, phần đông các nhà chức trách Hồi giáo giữ quan điểm cho rằng từ này bắt nguồn từ chính qaraʼa. Bất chấp việc nó đã trở thành một thuật ngữ tiếng Ả Rập dưới thời Muhammad. Một trong những ý nghĩa quan trọng của từ này đó là "nghi thức diễn xướng" như được phản ánh trong một đoạn đầu của Quran: 
إِنَّ عَلَيْنَا جَمْعَهُ وَقُرْآنَهُ
"Quả thật, TA có nhiệm vụ tom góp Nó và xướng đọc Nó (qurʼānahu)."
— Qurʼan 75:17

Trong các câu khác, từ đề cập đến "một lối đi riêng được xướng đọc bởi Muhammad". Bối cảnh phụng vụ của nó có thể được nhìn thấy trong một số đoạn, ví dụ:
وَاِذَا قُرِئَ الْقُرْاٰنُ فَاسْتَمِعُوْا لَهٗ وَاَنْصِتُوْا لَعَلَّكُمْ تُرْحَمُوْنَ
"Và khi al-qurʼān được xướng đọc, hãy lắng nghe và giữ im lặng để may ra các người nhận được hồng ân của Allah."
— Qurʼan 7:204

Từ này cũng có thể giả định ý nghĩa của một thánh kinh được hệ thống hóa khi đề cập với kinh điển khác như Ngũ Thư (Torah) và Phúc Âm.
Thuật ngữ này cũng có những từ đồng nghĩa có liên quan chặt chẽ đến nó được sử dụng trong toàn thiên kinh Qur'an. Mỗi từ đồng nghĩa đều sở hữu ý nghĩa riêng biệt của nó, nhưng việc sử dụng nó có thể đồng quy với từ Qur'an trong ngữ cảnh nhất định. Những thuật ngữ này bao gồm kitāb (کتاب, sách); āyah (آية, dấu hiệu); và sūrah (سورة, kinh sách). Hai thuật ngữ sau cùng cũng đồng thời biểu thị cho sự mặc khải. Trong phần lớn văn cảnh, thường đi chung với mạo từ xác định (al-), từ này được gọi là "mạc khải" (وحي, waḥy), điều đã được "gửi xuống" (tanzīl) trong một khoảng thời gian. Những từ có liên quan khác là: dhikr (ذِكْر, ký ức), được sử dụng để tham chiếu đến Kinh Qur'an khi mang ý nghĩa như là một lời nhắc nhở, cảnh báo. Hikmah (حكمة, trí tuệ) đôi khi đề cập đến sự mặc khải hoặc một phần của nó.
Qur'an tự miêu tả nó là "tiêu chuẩn phân biệt" (الفرقان, al-furqān), "Quyển kinh mẹ" (لأم اكـتـاب, umm al-kitāb), "Chỉ đạo" (هُدى, huda), "sự khôn ngoan" (حكمة, hikmah), "ký ức" (ذِکْر, dhikr), "mạc khải" (تنزيل, tanzīl). Những thuật ngữ khác được dùng để ám chỉ thiên kinh là al-Kitab (Sách), mặc dù trong tiếng Ả Rập, nó cũng được dùng để chỉ những thánh kinh khác như Ngũ Thư hay Phúc Âm. Thuật ngữ mus'haf (مُصْحَفْ, "bản ghi tay") không chỉ thường được sử dụng để chỉ những bản thảo riêng biệt của Thiên kinh Qur'an mà còn được sử dụng trong Kinh Qur'an để xác định những cuốn kinh trước nó. Những bản dịch khác của từ "Qur'an" (الْقُرآن) bao gồm "al-Coran", "Coran", "Kuran", và "al-Qur'an".

## Ý nghĩa trong đạo Hồi
Tín đồ Hồi giáo tin rằng thiên kinh Qur'an là cuốn sách hướng dẫn thiêng liêng được từ Thượng đế truyền cho Muhammad thông qua thiên thần Gabriel (Jibra'il) trong vòng khoảng thời gian 23 năm và họ xem thiên kinh Qur'an như là thiên khải cuối cùng của Thượng đế cho nhân loại.

Mạc khải trong các ngữ cảnh Qur'an hay Islam có nghĩa là lời truyền đạt của Thượng đế tới một số đông người tiếp nhận. Quá trình lời truyền đạt của thượng đế nhập tâm một vị sứ giả của ngài được gọi là tanzil (تنزيل, nghĩa là "ban xuống) hay nuzūl (لنزول, "xuống"). Như lời trong Thiên kinh Qur'an: 
وَبِالْحَقِّ أَنزَلْنَاهُ وَبِالْحَقِّ نَزَلَ
"Và TA (Allah) đã ban Nó (Qur'an) xuống bằng sự Thật; và Nó đã xuống bằng sự Thật."
— Qur'an 17:105

Thiên kinh Qur'an thường xuyên khẳng định trong những bản văn của nó rằng nó được ban bởi Thượng đế. Một số câu xướng trong Thiên kinh Qur'an dường như ngụ ý rằng ngay cả những người không nói tiếng Ả Rập cũng sẽ hiểu kinh Qur'an nếu nó được đọc cho họ nghe. Ngoài ra, trong thiên kinh Qur'an còn đề cập đến một "bản viết nháp" ghi lại những lời răn của Thượng đế trước khi nó được ban xuống hạ giới.
Vấn đề liệu Thiên kinh Qur'an đã được tạo ra hay tồn tại vĩnh cửu trở thành chủ đề được tranh luận thần học (Qur'an) ở thế kỷ thứ 9. Mu'tazilas, một trường phái thần học Hồi giáo cho rằng kinh Qur'an đã được tạo ra dựa trên những lý do và suy nghĩ hợp lý trong khi phần đông các thần học Hồi giáo khác coi là kinh Qur'an là trường tồn cùng Thượng đế và do đó vô tác. Các nhà luận lý Sufi xem các câu này là giả tạo hay sai lầm.
Các tín đồ Hồi giáo tin rằng những lời hiện tại trong thiên kinh Qur'an tương ứng với những gì được truyền đạt cho Muhammad:
إِنَّا نَحْنُ نَزَّلْنَا الذِّكْرَ وَإِنَّا لَهُ لَحَافِظُونَ
"Quả thật, TA đã ban Dhikr xuống và chính TA sẽ bảo quản Nó"
— Qurʼan 15:9

Người Hồi giáo xem thiên kinh Qur'an là sự hướng dẫn và những lời răn dạy, dấu hiệu của Muhammad và chân lý của đức tin.

### Trong lễ nghi
Surah đầu tiên của kinh Qur'an được lặp đi lặp lại trong những lời cầu nguyện hàng ngày và trong những dịp khác. Surah này, bao gồm bảy câu thơ và là surah được đọc thường xuyên nhất của Kinh Qur'an:

بِسۡمِ اللهِ الرَّحۡمٰنِ الرَّحِيۡمِ
اَلۡحَمۡدُ لِلّٰهِ رَبِّ الۡعٰلَمِيۡنَۙ‏.الرَّحۡمٰنِ الرَّحِيۡمِۙ.مٰلِكِ يَوۡمِ الدِّيۡنِؕ.اِيَّاكَ نَعۡبُدُ وَاِيَّاكَ نَسۡتَعِيۡنُؕ.اِهۡدِنَا الصِّرَاطَ الۡمُسۡتَقِيۡمَۙ.صِرَاطَ الَّذِیۡنَ اَنۡعَمۡتَ عَلَیۡہِمۡ ۬ۙ غَیۡرِ الۡمَغۡضُوۡبِ عَلَیۡہِمۡ وَلَا الضَّآلِّیۡنَ.

"Nhân danh Allah, Đấng Rất Mực Độ Lượng, Đấng Rất Mực Khoan Dung.

Mọi lời ca tụng đều dâng lên Allah, Rabb của vũ trụ và muôn loài. Đấng Rất mực Độ lượng, Đấng Rất mực Khoan dung; Đức Vua vào Ngày Phán xử [Cuối cùng]. [Ôi Allah] duy chỉ Ngài chúng tôi thờ phụng và chỉ với riêng Ngài chúng tôi cầu xin được giúp đỡ. Xin Ngài hướng dẫn chúng tôi đi theo con đường ngay chính: Con đường của những người đã được Ngài ban ân, không phải [con đường của] những kẻ làm Ngài giận dữ và cũng không phải của những ai lầm đường lạc lối."— Qur'an 1:1-7

Những phần khác của thiên kinh Qur'an được lựa chọn để xướng trong những lời cầu nguyện hàng ngày.
Việc tôn trọng những văn bản ghi chép của kinh Qur'an là một yếu tố quan trọng trong đức tin của nhiều người Hồi giáo và họ được đối xử với thiên kinh Qur'an bằng sự tôn kính. Dựa trên phong tục tập quán và cách diễn tấu bằng chữ trong Qur'an, một số người Hồi giáo tin rằng họ phải thực hiện một nghi lễ tẩy rửa bằng nước trước khi chạm vào một bản sao của Kinh Qur'an, mặc dù quan điểm này không phải là phổ quát:
لَّا يَمَسُّهٗٓ اِلَّا الْمُطَهَّرُوْنَۙ
"Mà không ai được phép sờ mó ngoại trừ những vị trong sạch."
— Qur'an 56:79

Mọi bản của kinh Qur'an được bọc trong vải và lưu giữ vô thời hạn ở một nơi an toàn, hoặc bị chôn vùi trong một nhà thờ Hồi giáo hay một nghĩa trang Hồi giáo, hoặc bị đốt cháy và tro được chôn hoặc rải trên nước.
Thần học, triết học, thần bí học và luật học Hồi giáo, đều có gắn kết với thiên kinh Qur'an hoặc dựa trên nền tảng trên là những lời răn dạy của nó. Người Hồi giáo tin rằng việc rao giảng hoặc đọc kinh Qur'an sẽ được thưởng với những phần thưởng khác nhau gọi là của Thượng đế khác nhau như gọi ajr, thawab or hasanat.

### Trong nghệ thuật Hồi giáo
Kinh Qur'an cũng là nguồn cảm hững cho nghệ thuật Hồi giáo và đặc biệt là cái gọi là thư pháp Qur'an. Thiên kinh Qur'an không bao giờ được trang trí với những hình ảnh mang tính tượng trưng, nhưng nhiều Qur'an được trang trí bằng các hoa văn trang trí bên lề của trang, hoặc giữa các dòng hay đoạn đầu của surah. Những câu xướng còn xuất hiện trong rất nhiều phương tiện truyền thông khác, trên các tòa nhà và trên các đối tượng mọi các kích cỡ, chẳng hạn như đèn trong thánh đường, các đồ bằng kim loại, gốm sứ và các trang thư pháp trong những muraqqa hoặc album.

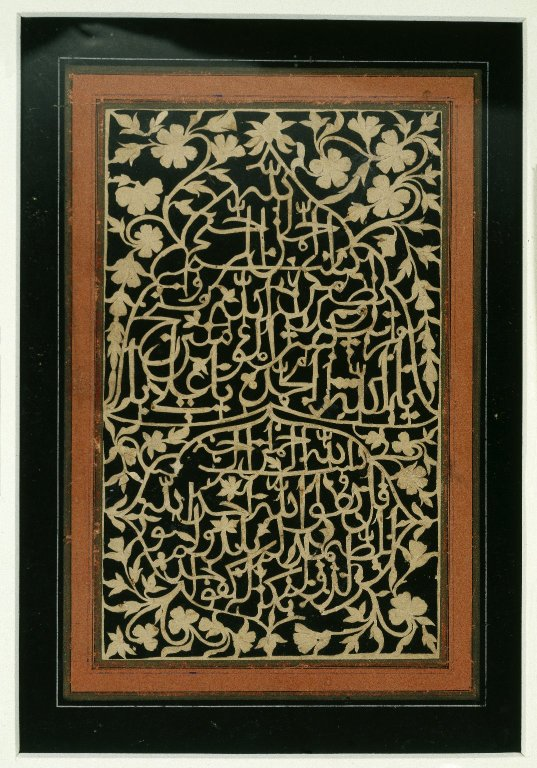
Thư pháp thế kỷ 18. Bảo tàng Brooklyn.
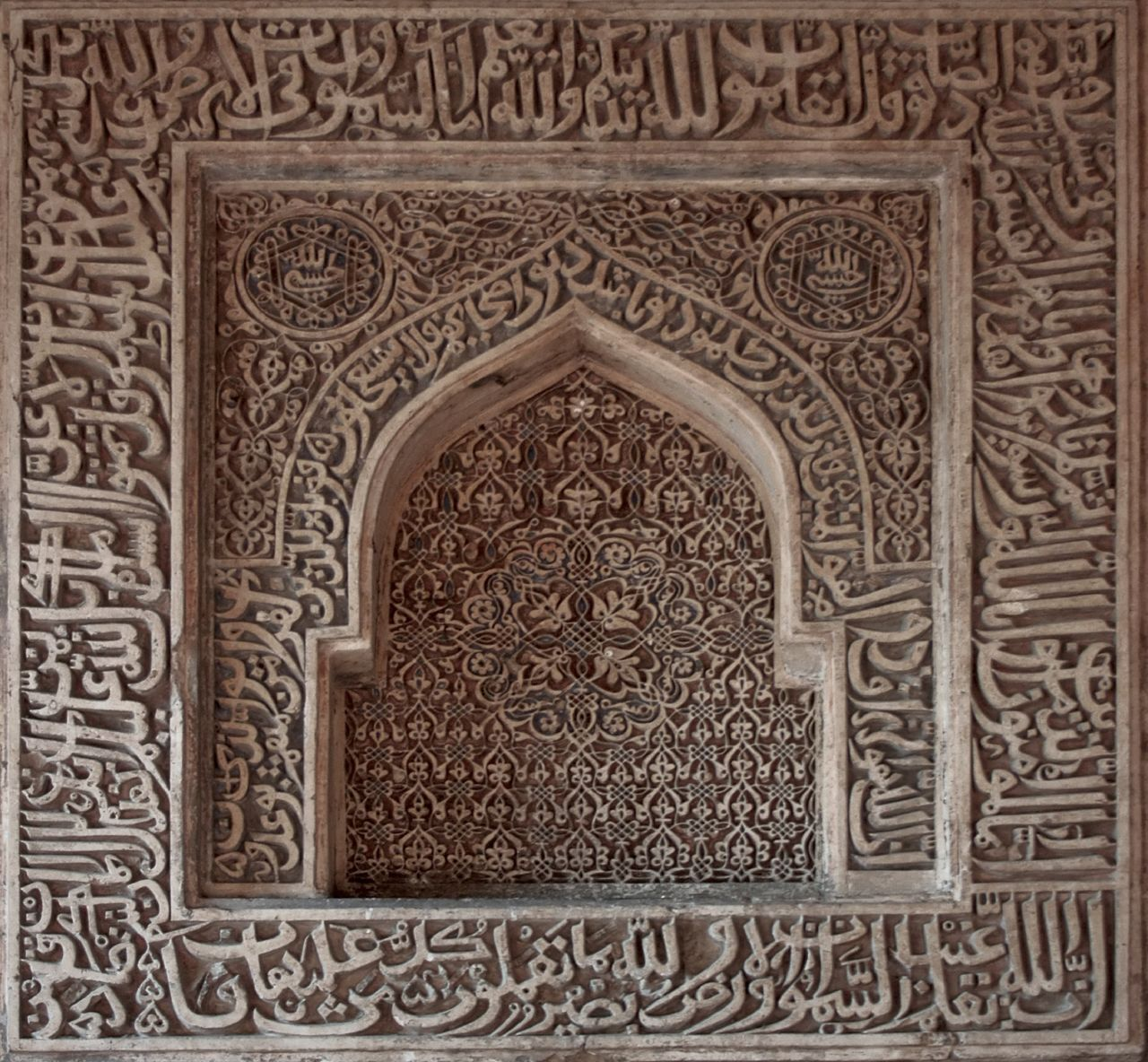
Chữ khắc Qur'an, Thánh đường Bara Gumbad, Delhi, Ấn Độ.
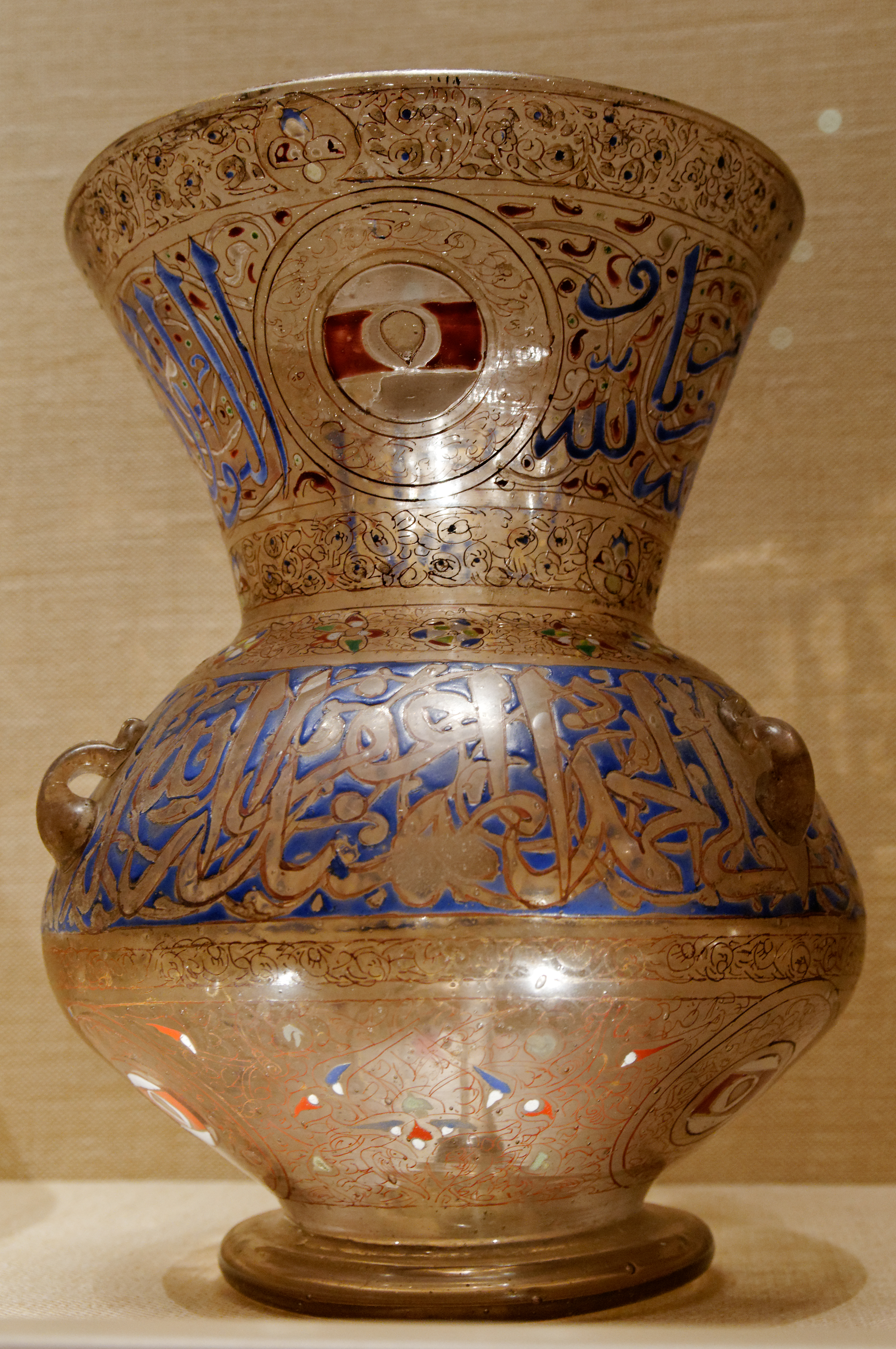
Đồ thủy tinh thông dụng và đèn thánh đường được tráng men với dòng Ayat an-Nur hay "Câu xướng ánh sáng" (24:35).
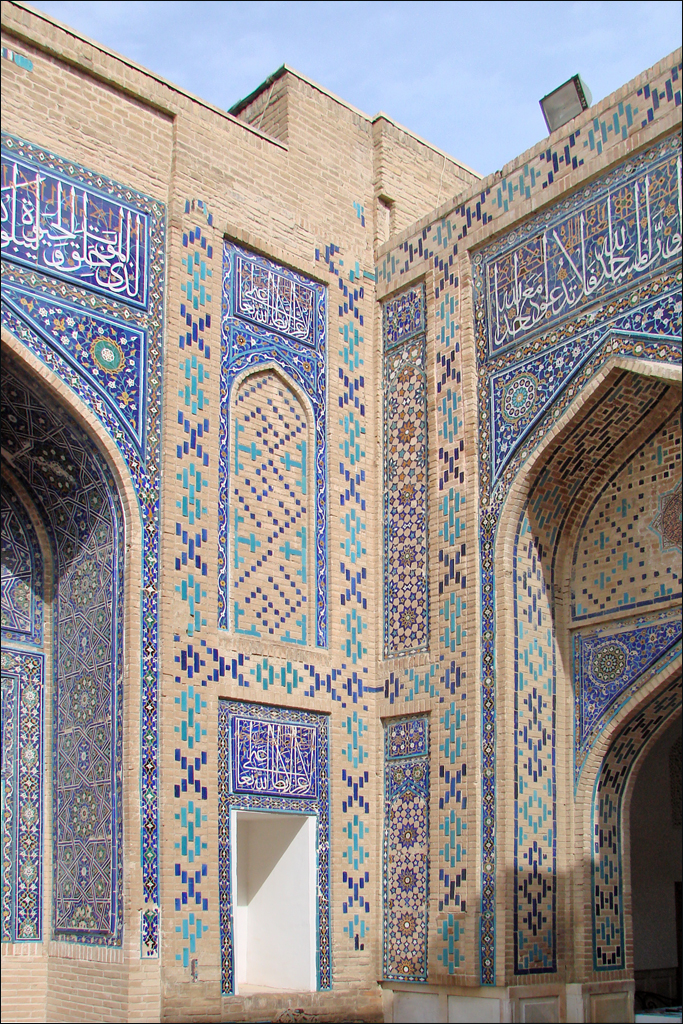
Câu xướng Qur'an, lăng Shahizinda, Samarkand, Uzbekistan.
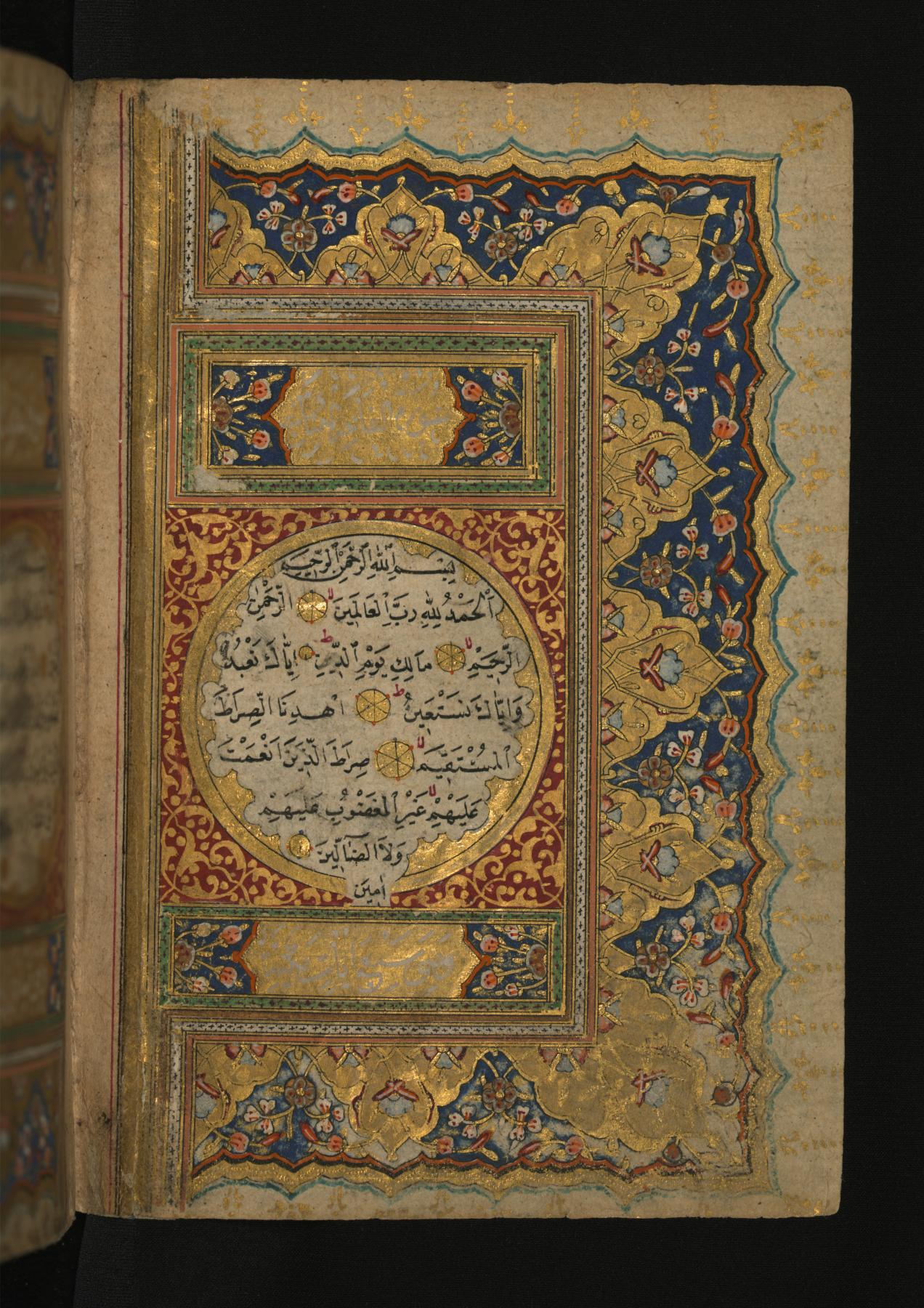
Nghệ thuật trang trí trong Qur'an thời Ottoman.
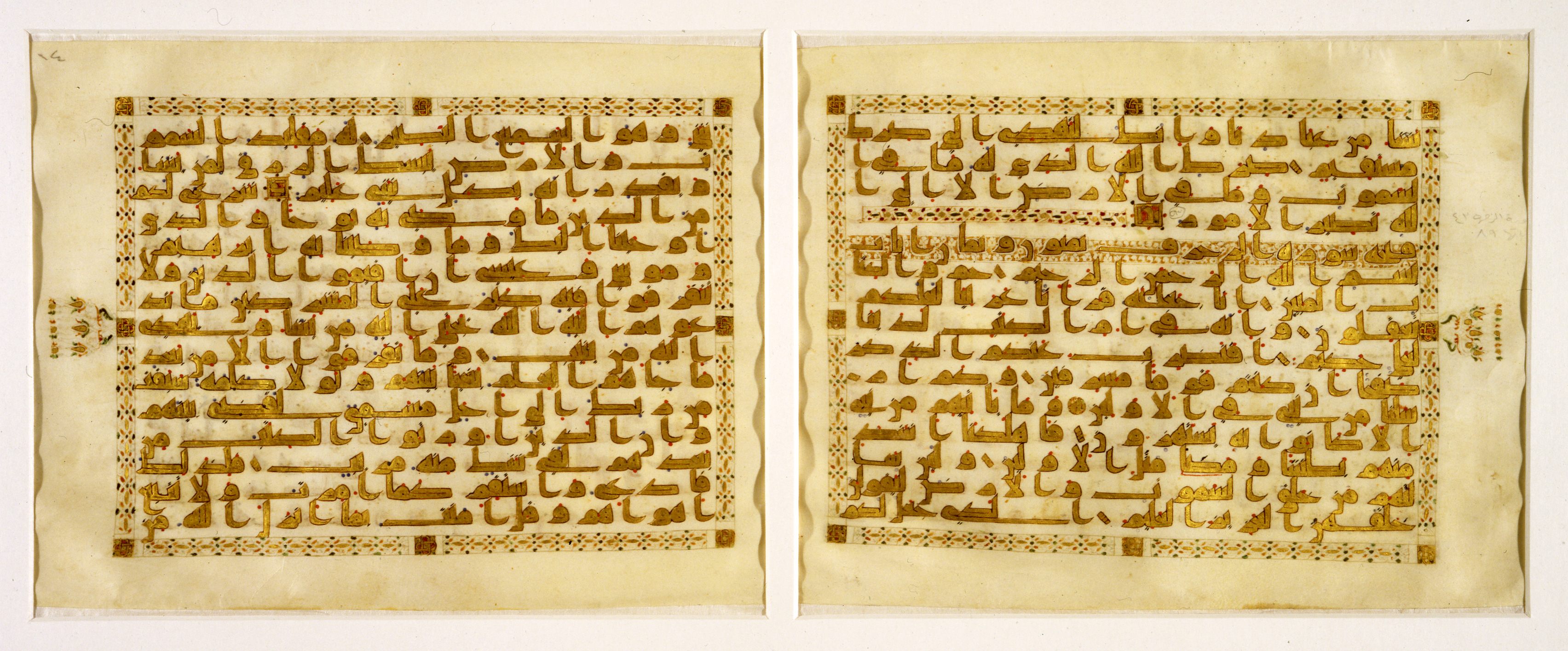
Trang Qur'an được viết bằng vàng và có đường viền bằng mực nâu có dạng nằm ngang. Điều này thực là đáng khen và thích hợp với nghệ thuật thư pháp Kufi cổ điển, phổ biến trong thời sơ kỳ Abbas.